# Moscow Moods
Moscow Moods è un cortometraggio del 1936 diretto da Fred Waller.

## Trama
Yasha Bunchuk e il suo coro si possono vedere in una sala nello stile dell'Impero russo. Qui cantano diverse canzoni russe, tra cui Otschi Chornije e Ei, uchnem. Yasha Bunchuk suona due pezzi di violoncello.

## Premi
- Nomination Oscar al miglior cortometraggio[1]